# Jaźwina
Jaźwina (niem. Langseifersdorf) – wieś w Polsce, położona w województwie dolnośląskim, w powiecie dzierżoniowskim, w gminie Łagiewniki, na południe od zboczy Raduni.
W latach 1954–1959 wieś należała i była siedzibą władz gromady Jaźwina, po jej zniesieniu w gromadzie Słupice. W latach 1975–1998 wieś administracyjnie należała do województwa wrocławskiego.

## Integralne części wsi
| SIMC    | Nazwa      | Rodzaj     |
| ------- | ---------- | ---------- |
| 0876710 | Janczowice | przysiółek |
| 0876703 | Kuchary    | przysiółek |
| 0876873 | Stoszów    | przysiółek |
| 0876726 | Uliczno    | przysiółek |

## Historia
Dawna nazwa: Langseifersdorf (pierwsze pisemne wzmianki w XII wieku). Pierwszy raz Jaźwina (niem. Seifersdorf) wzmiankowana była w 1305 r. jako Siffridsdorf. W 1397 r. w Landbuchu wymieniono dwór i folwark przy kościele („[…] vorveg […] bey dem kirchin gelegin […] mit dem hofe […]”). Najprawdopodobniej już wtedy wieś podzielona była na dwie części – Jaźwinę Dolną i Górną. Jaźwinę Górną w 1469 r. posiadał Hans von der Heide, potem jego potomkowie. Z kolei Dolna w 1592 r. należała do rodu von Dobschütz, następnie jej właścicielem był Friedrich von Gablenz. W 1765 r. należała do hrabiego von Sandrasky'ego z Bielawy. W 1870 r. majątek w Jaźwinie Górnej posiadali von Prittwitz-Gaffron i generał von Kreckwitz, natomiast w Jaźwinie Dolnej hrabia von Sandreczky-Sandraschütz. W 1889 r. Hans Lutsch w swoim katalogu zabytków pokrótce opisuje dwór przy kościele – już wtedy był częściową ruiną. Po 1945 r. w obu majątkach ulokowano gospodarstwa PGR i mieszkania.

## Zabytki
W południowej części wsi zlokalizowano pozostałości średniowiecznego grodziska. Kościół parafialny Wniebowstąpienia Pańskiego – wzmiankowany w 1335 r. Pierwotny średniowieczny zniszczony w czasie wojny trzydziestoletniej, obecny, barokowy, odbudowany i powiększony w 1692 r., z dostawioną w 1885 r. wieżą zachodnią. Orientowany, murowany, jednonawowy, z prostokątnym prezbiterium nakrytym sklepieniem kolebkowym. Zachował we wnętrzu gotycką rzeźbę Madonny z Dzieciątkiem z końca XV w. i barokowe wyposażenie z końca XVII w.
Zachowane pozostałości po dwóch dworach, obu o korzeniach średniowiecznych.